# 香林院

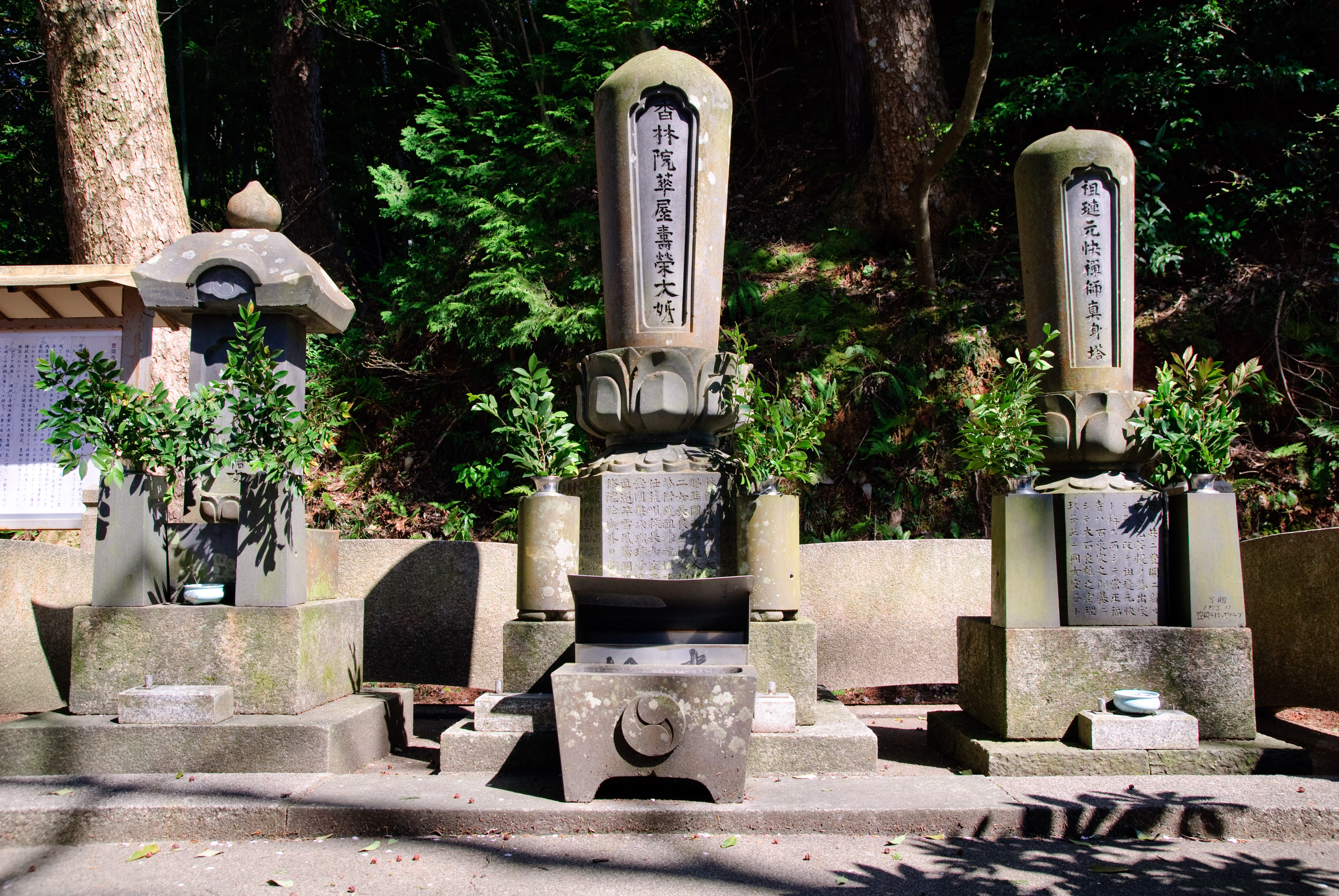
大石りく遺髪塚（正福寺）

香林院（こうりんいん）/ りく（理玖とも）（寛文9年〈1669年〉- 元文元年11月19日〈1736年12月10日〉）は、江戸時代前期の女性。赤穂藩家老大石良雄の妻。当時用いられた名乗りではないが、現代では大石 りくとも呼ばれることもある。

## 生涯
但馬国豊岡藩京極家の家老石束毎公の長女として誕生。母は佐々信濃守休西の娘。石束家は代々京極家の筆頭家老を勤め、1200石を食む京極家中一番の名門家であった。大柄だったといわれ、身長は6尺（180センチ）あったともいわれる。
貞享4年（1687年）、播磨国赤穂藩浅野家の筆頭家老の大石良雄と結婚し、赤穂城内にあった大石邸へ移住。元禄元年（1688年）に長男松之丞（のちの大石良金）、元禄3年（1690年）に長女くう、元禄4年（1691年）に次男吉千代、元禄12年（1699年）に次女るりを生んだ。なお、良雄には妾がおり、元禄14年（1701年）2月17日に妾の産んだ女子が4歳で夭折したことが花岳寺の資料に見える。
同年3月14日、江戸城で勅使饗応役をつとめていた主君浅野長矩が高家旗本の吉良義央に刃傷に及び、浅野長矩は即日切腹の上、赤穂藩は取り潰しとなった。5月の赤穂城開城後、良雄が開城残務処理にあたっている間、4人の子らとともにりくは、一時但馬豊岡の実家へ帰ったが、その後、良雄が山科に住居を定めたので、7月初めにりくも山科に移り、再び一緒に暮らした。この夫婦生活でりくは、また一人子を身ごもった。しかし良雄の盟約に加わった同志たちの間で密談が進む中、盟約の「妻子にもしゃべらない」の原則を守るため、元禄15年（1702年）4月15日、良雄は、盟約に加わることを望んだ長男良金を除いて、りくと他の子らを再び豊岡に戻した。さらに連座が及ばぬようにとの配慮から、りくと絶縁。7月5日に石束家で三男にあたる大石大三郎を出産した。
12月15日、夫良雄と長男良金を中心にした赤穂浪士たちが仇の吉良義央の首をあげて本懐をとげたあと、2月4日に切腹となる。残されたりくは、良雄の遺児たちの養育にあたった。長女くうと次男吉千代はそれぞれ若くして死去したが、次女るりと三男大三郎が無事成長した。徳川将軍綱吉から家宣に代わり宝永６年（1709年）家宣が将軍宣下を行う。それにより、義士の遺子に対する大赦が行われた。そこで安芸国広島藩の浅野本家が良雄の子を家臣に欲しがり、正徳3年（1713年）9月に大三郎は、浅野本家に仕官した。後に御番頭という藩の役職になり、父良雄と同じ1500石になった。また次女るりも広島藩士で浅野家一族の浅野直道と結婚している。しかし、るりの娘は早逝、大三郎の家も広島藩で絶家になったので、いずれもりくの血脈を残していない（天野浅野は直道の庶子が継ぐ。横田大石は明治で断絶）。
りくは、落飾してから香林院（青林院とも）と称し、広島藩から隠居料として100石を支給されていたが、元文元年（1736年）11月19日に死去。享年68。広島の国泰寺に葬られた。
昭和20年（1945年）8月6日の原爆投下でりくの墓は全焼全壊した。昭和53年（1978年）に国泰寺が広島市西区の己斐に移転した際に再建されたが、現在の墓は遺骸の埋葬を伴わない供養塔である。このほか豊岡市立図書館の正面道路脇に生誕碑、正福寺に遺髪塚がある（右上画像参照）。
戦後、「大石りく祭り」がかつては豊岡市で行われていたが、2017年開催の第20回をもって終了している。また、同市にはりく次男・大石吉之進の墓があるが、現在は荒廃している。